# Långfliksmossa
Långfliksmossa (Nowellia curvifolia) är en bladmossart som först beskrevs av James Jacobus J. Dickson, och fick sitt nu gällande namn av William Mitten. Långfliksmossa ingår i släktet Nowellia och familjen Cephaloziaceae. Enligt den finländska rödlistan är arten nära hotad i Finland. Arten är reproducerande i Sverige. Artens livsmiljö är friska och lundartade naturmoar. Inga underarter finns listade i Catalogue of Life.

## Bildgalleri

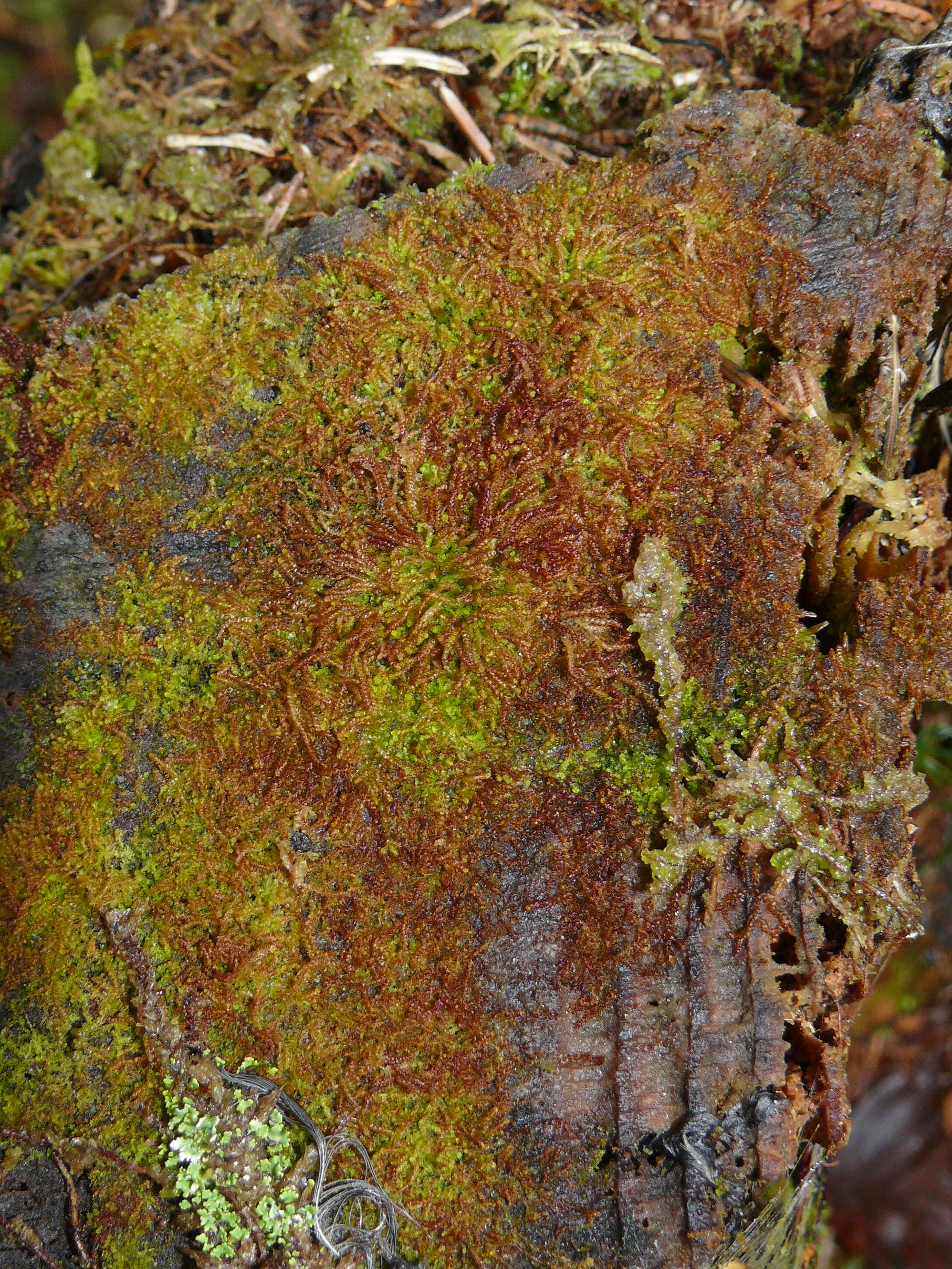
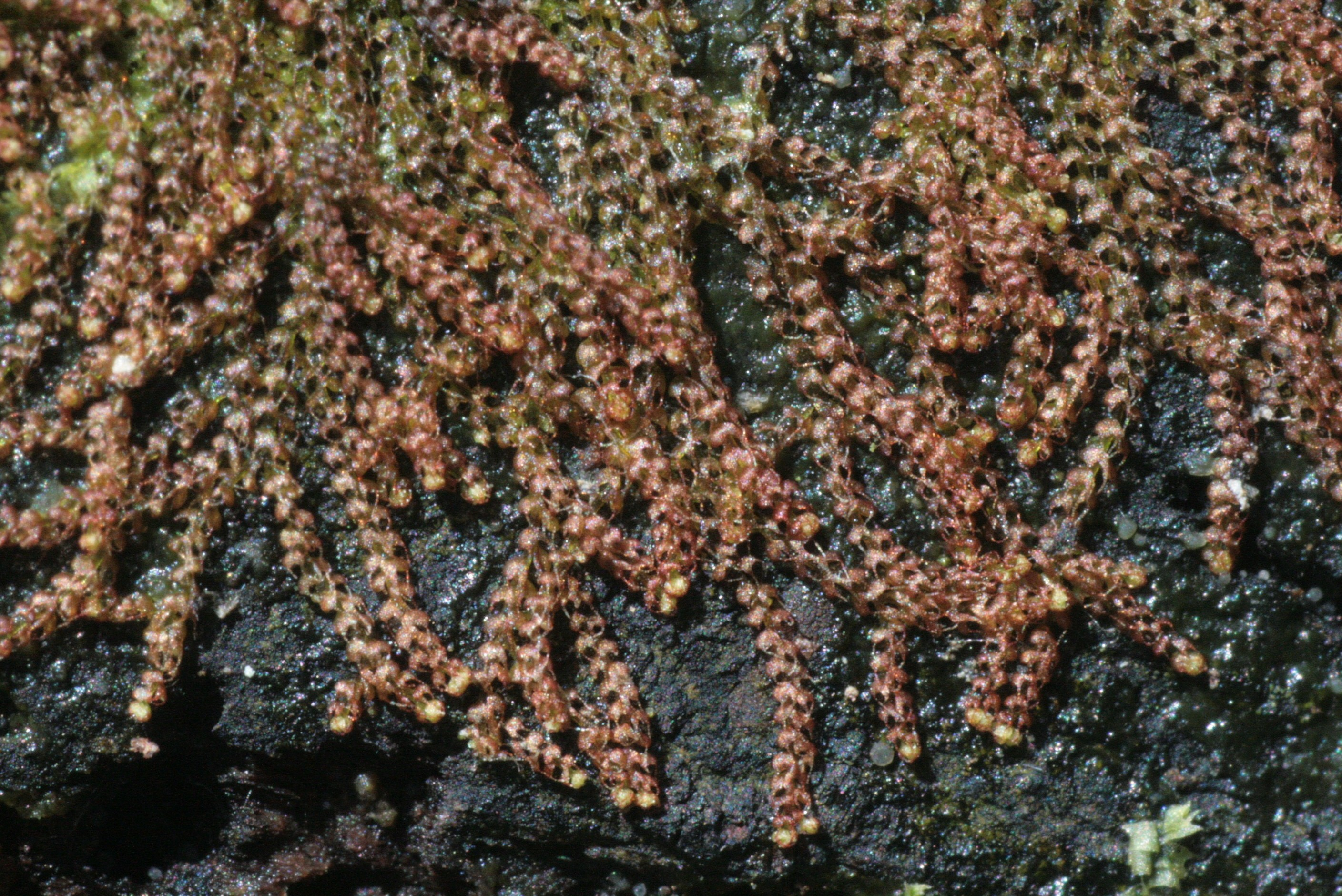
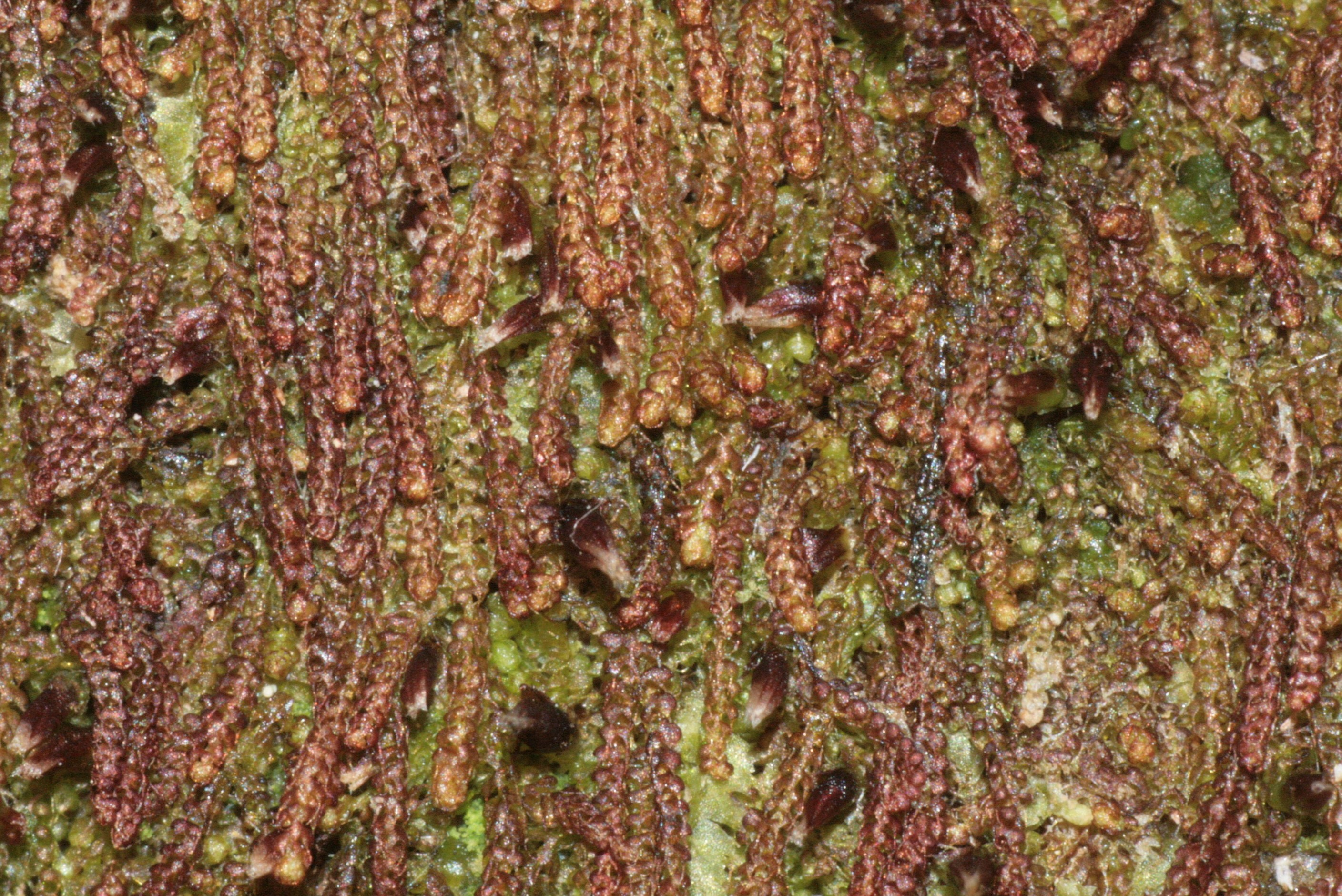
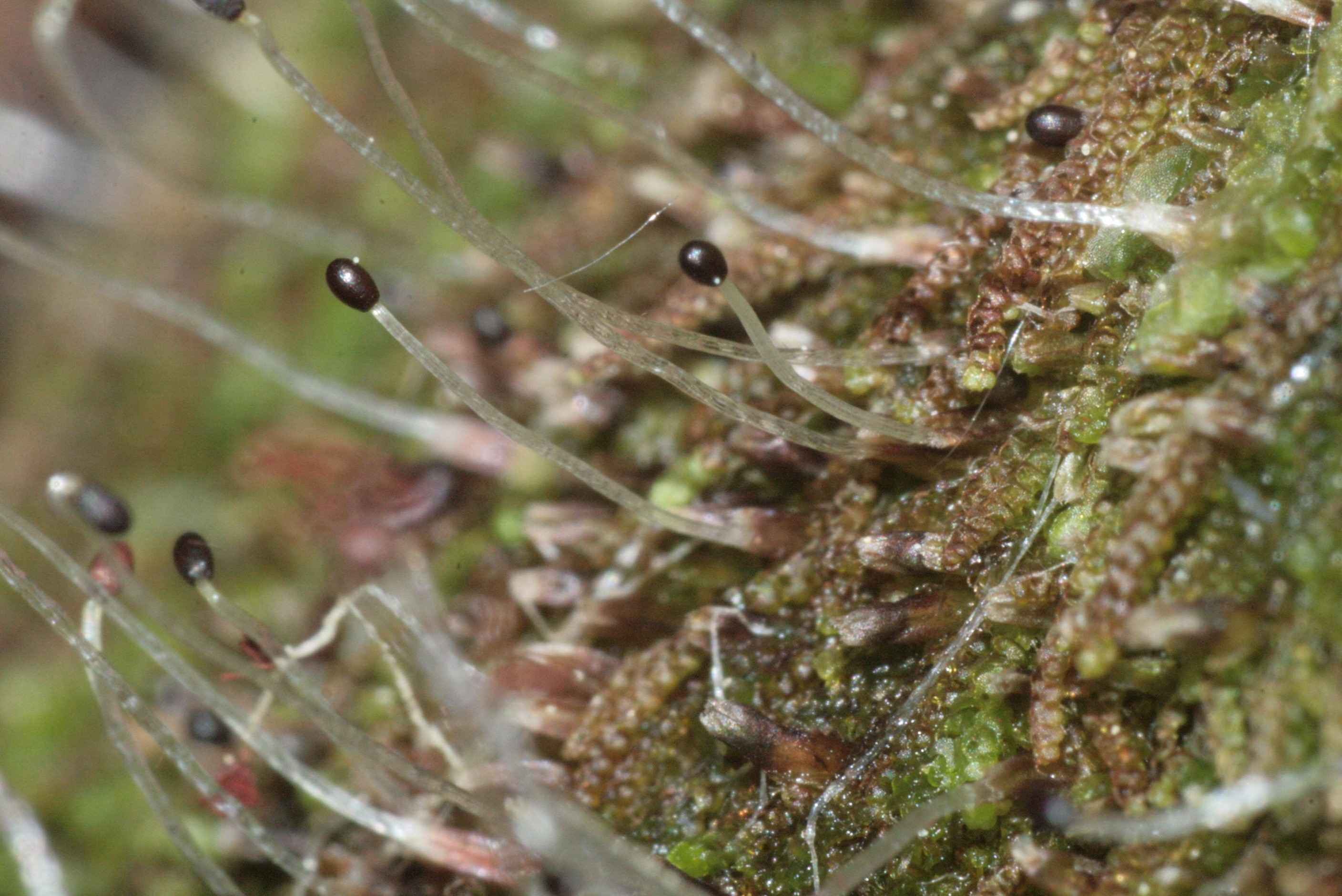
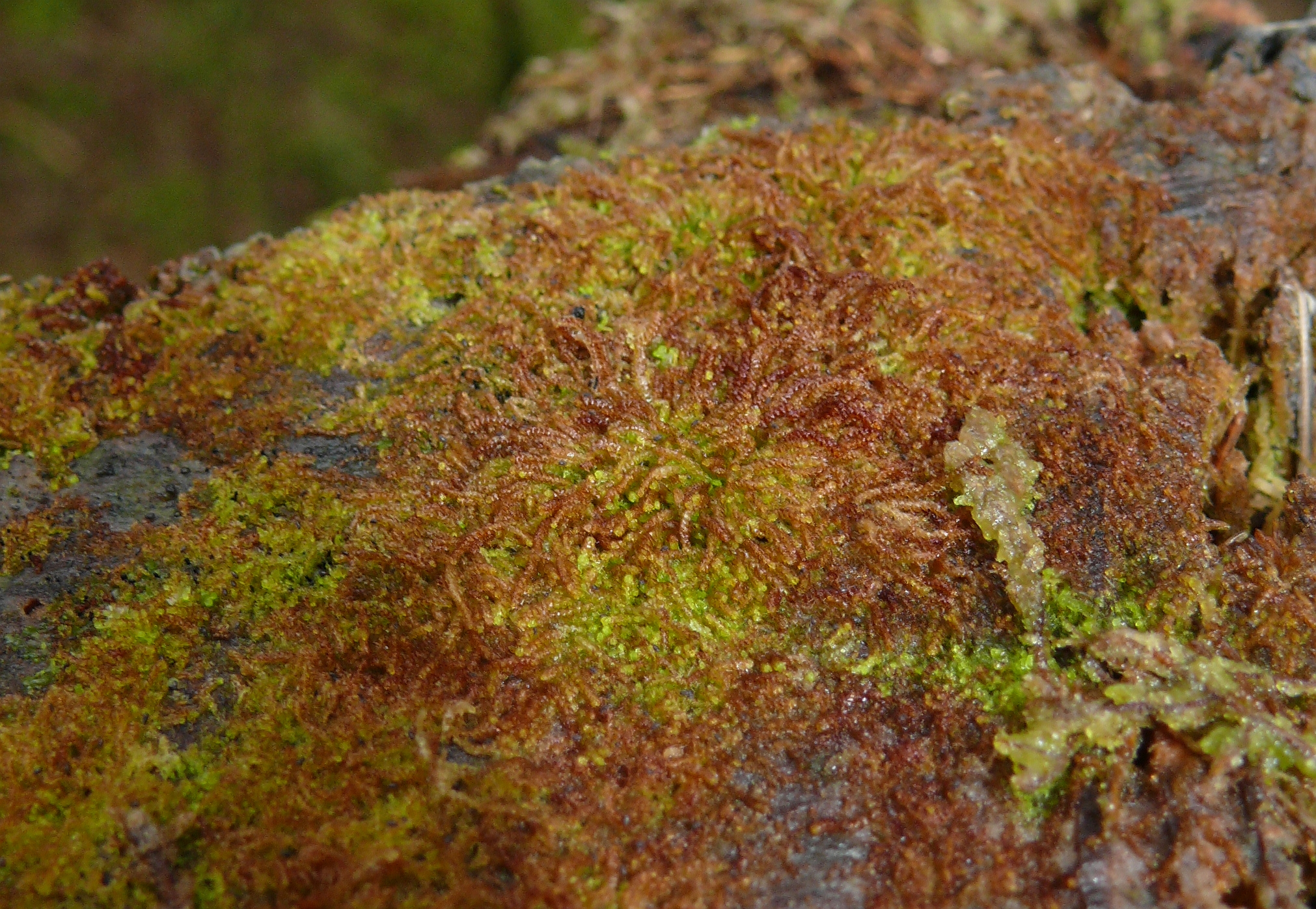
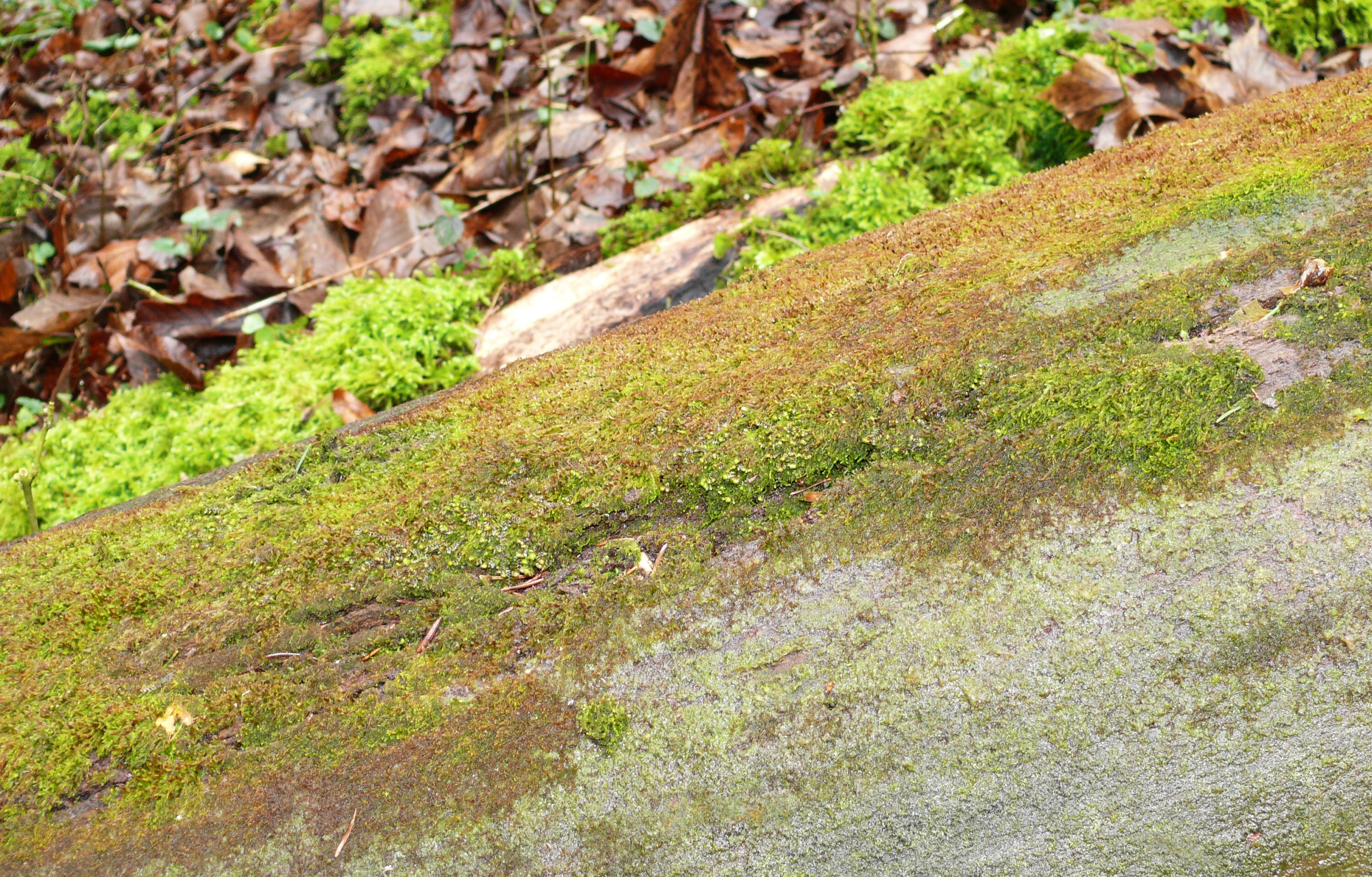